# Sânzieni
Sânzieni (maďarsky Kézdiszentlélek) je obec v župě Covasna v Rumunsku. Žije zde přibližně 4 400 obyvatel. V roce 2011 se 98 % obyvatel hlásilo k maďarské národnosti. K obci administrativně náleží i tři okolní vesnice.

## Části obce
- Sânzieni – 2 585 obyvatel
- Cașinu Mic – 280 obyvatel
- Petriceni – 934 obyvatel
- Valea Seacă – 609 obyvatel